# Гвозниця Долішня
Гвозниця Долішня (пол. Gwoźnica Dolna) — село в Польщі, у гміні Небилець Стрижівського повіту Підкарпатського воєводства.
Населення — 442 особи (2011).

## Етнографія
Лінгвісти зараховували жителів даної місцевості до замішанців — проміжної групи між лемками і надсянцями.

## Історія
Українці-грекокатолики села поступово зазнавали процесів латинізації та подальшої полонізації. Вони належали до парафії Близенька Короснянського деканату. Метричні книги велися з 1776 року.
Після Другої світової війни село опинилось на теренах ПНР.
У 1975-1998 роках село належало до Ряшівського воєводства.

## Демографія
Демографічна структура станом на 31 березня 2011 року:
|          | Загалом | Допрацездатний вік | Працездатний вік | Постпрацездатний вік |
| -------- | ------- | ------------------ | ---------------- | -------------------- |
| Чоловіки | 225     | 52                 | 150              | 23                   |
| Жінки    | 217     | 41                 | 121              | 55                   |
| Разом    | 442     | 93                 | 271              | 78                   |